# Ernst Eduard Kummer
Ernst Eduard Kummer (29. leden 1810 Żary, někdejší Prusko – 14. květen 1893 Berlín) byl německý matematik. Vynikal v aplikované matematice, byl učitelem Leopolda Kroneckera, který pod jeho vedením dělal své první objevy. Kummer také dokázal velkou Fermatovu větu pro některé exponenty.

## Život
V roce 1828 přišel Kummer na univerzitu v Halle, kde měl studovat teologii. Součástí filozofie byly i přednášky z matematiky, která jej okouzlila natolik, že se rozhodl věnovat se jen jí. Už po třech letech napsal první vědeckou práci, na jejímž základě získal doktorát. Pak následovalo 10 let učitelské praxe na gymnáziu v Lehnici, během které napsal jednu z prací zabývající se hypergeometrickou funkcí. Tato práce se stala jedním z pramenů, ze kterých čerpali např. Jacobi nebo Dirichlet. V roce 1842 se Kummer stal řádným profesorem na Vratislavské univerzitě, kde se zabýval mj. teorií čísel. V roce 1855 přešel Kummer do Berlína na univerzitu, kde nahradil Dirichleta odcházejícího do Göttingenu. Zde spolupracoval s mnoha matematiky, např. Weierstrassem nebo Kroneckerem a Berlín se tak stal jedním z nejvýznamnějších matematických center Evropy. Kummer zemřel Berlíně 14. května 1893.

## Dílo
Kummer vynikl mj. v teorií čísel, rozšířil Gaussovu práci o hypergeometrické funkci, dokázal velkou Fermatovu větu pro některé exponenty (i když v ní byla nalezena chyba, obdržel cenu francouzské Akademie), objevil čtyřrozměrnou plochu, která se dnes nazývá po něm, zabýval se i algebrou v oblasti teorie okruhů atd.